# كاتب عمود

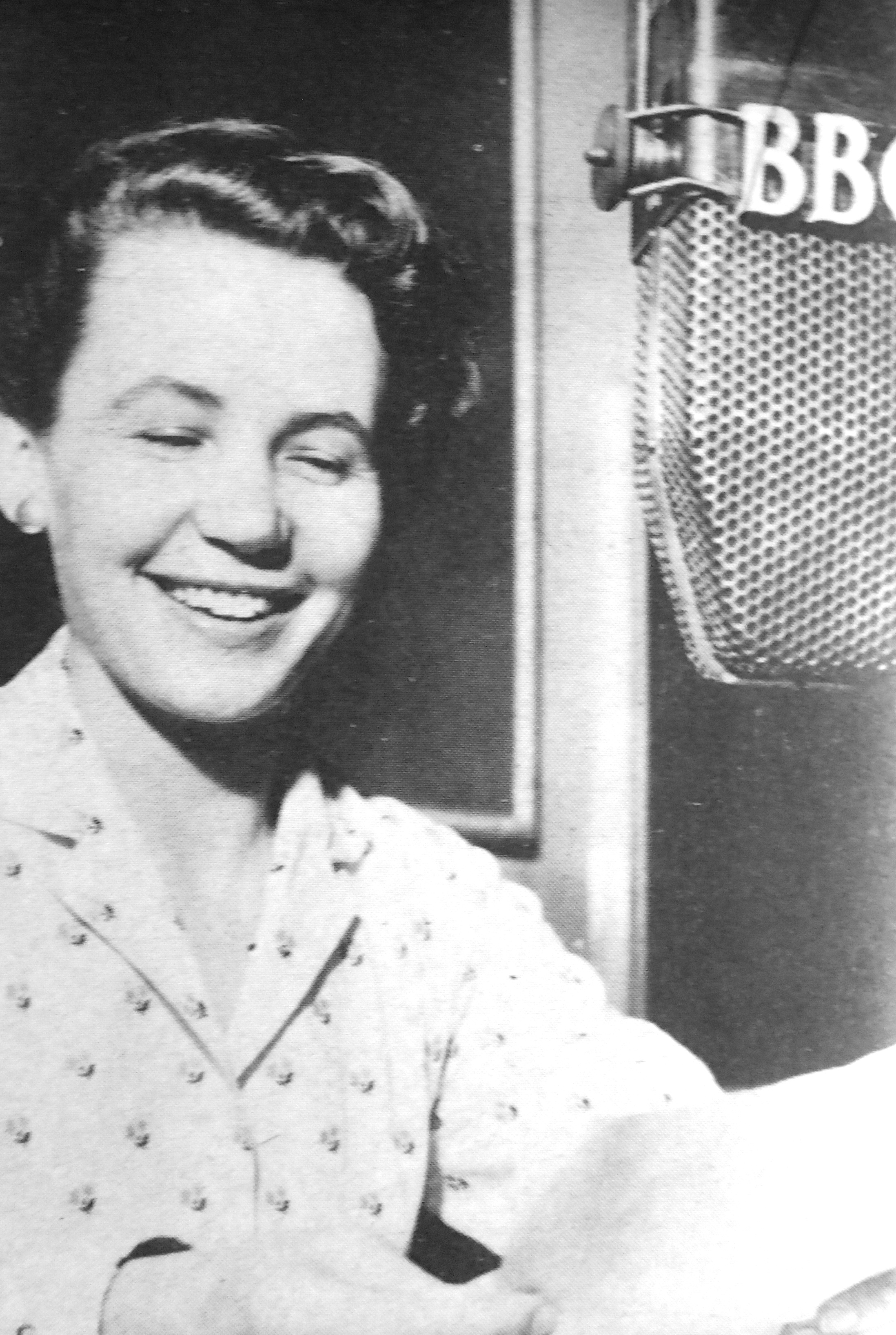

كاتب العمود هو الصحفي الذي يتناول كتابة عمود صحفي اليومية، وكاتب العمود – كرجل محايد فيما يتعلق بسياسة صحيفته. – مسموح له بأن يهاجم التنظيمات السياسية و الاجتماعية. كما يهاجم الأفراد. ومن بين كتاب أعمدة الصحف الأمريكية المشهورين: يوجين فيلد، و جورج آد، وبيرت ليستون، ومن بين الكتاب المعاصرين ف. ب آدمز، و ولتر ونشل.